# ミシェル・ショマラ
ミシェル・ショマラ(Michel Chomarat、1947年11月23日 - )は、フランスの出版業者、書誌学者。フランスの医師・占星術師ノストラダムスに関する数千点に及ぶ資料を収集しており、その他の古版本、古版画、フリーメイソン関係、出版史関係を含めた約45000点の膨大な資料は、ミシェル・ショマラ文庫(Fonds Michel Chomarat)としてリヨン市立図書館に所蔵されている。うちノストラダムス関連は約2000点で、そのコレクションは世界屈指のものと位置付けられる。ノストラダムスの学術的書誌研究の分野を最初に始めた人物とされ、その書誌研究は、ロベール・ブナズラの書誌と並んで基盤をなすものとされる。その分野では、世界的な権威と位置付けられることもある。
ミシェル・ショマラ出版社(Editions Michel Chomarat)を経営する傍ら、出版史や書誌学に関する研究を行っている。1980年代には「ノストラダムス協会」（後述）を主宰し、また、1996年にはサロン＝ド＝プロヴァンスにノストラダムス・センターを設立し、研究者に対し便宜を図っている。ショマラ自身は信奉者ではなく、書誌学の見地からしか研究を行っていないが、信奉者の研究に対しても支援は行っている。1989年には、オウム真理教の麻原彰晃（当時）らが渡仏した際に会見を求めてきた時にも応じている（会見内容は、麻原彰晃著『ノストラダムス秘密の大予言』1991年に収録）。そのため、1995年にはオウムと接点のあった本場の研究者として、日本のマスコミからも、本来の業績とは無関係な形で取材を受けることにもなった。ちなみにショマラ自身は、「ノストラダムスは終末の日をはっきりと予言しているわけではない」と説明したが、麻原は納得せず、持論を延々とショマラに聞かせたという。

## 研究業績
参考のため訳題を掲げるが、1つを除いて日本語訳は公刊されていない。

### 書誌学関係
- Répertoire bibliographique des livres imprimés en France au XVIIe siècle, Tome 8 (Rhône-Alpes), Baden-Baden ; Valentin Koerner, 1983
『17世紀フランスにおける刊行書の書誌的総覧』ヴァーレンティーン・ケルナー社、1983年（2005年現在で全27巻のうちの第8巻ローヌ・アルプの諸都市を担当）

- L'imprimerie à Montluel au XVIe siècle, Bourg-en-Bresse : Société d'émulation de l'Ain, 1982 
『16世紀モンリュエルにおける印刷業』（もとは論文）

- Les Tainturier, imprimeurs-libraires à Bourg-en-Bresse au XVIIe siècle, le Centre culturel de Buenc, 1978
『17世紀ブール＝カン＝ブレスにおける染色業者と書籍印刷販売業者』（もとは論文）

- Vraies et fausses impressions de Trévoux au XVIIIe, Buenc : Société Roannaise d'Imprimerie : Centre culturel, 1987
『18世紀トレヴー印刷の虚実』（もとは論文）

### ノストラダムス関係

#### 著書
- Nostradamus Rhône et Saône, Lyon ; Ger Editeur, 1971, 81pp.
『ローヌ川とソーヌ川の間のノストラダムス』ジェル出版。ロシュロン賞（アカデミー・フランセーズ）受賞作[7]
- Bibliographie Lyonnaise des Nostradamus d'un inventaire des Manuscrits relatifs à la Famille Nostradamus, Lyon ; Centre Culturel de Buenc, 1973, 20pp.
『ノストラダムス一族のリヨン書誌。ノストラダムス家に関わる手稿の調査に基づく』ビュアンク文化センター。150部限定での出版[7]。
- Supplément à la Bibliographie Lyonnaise des Nostradamus suivie d'un inventaire des estampes relatives à la Famille Nostradamus, Centre Culturel de Buenc, 1976, 24pp. 
『ノストラダムス一族のリヨン書誌補遺』ビュアンク文化センター。100部限定での出版[7]。
- Bibliographie Nostradamus XVIe-XVIIe-XVIIIe siècles, Baden-Baden ; Valentin Koerner,1989
『ノストラダムス書誌（16-18世紀）』ヴァーレンティーン・ケルナー社、1989年。精神科医ジャン＝ポール・ラロッシュが編集に協力している。

#### 論文・報告稿など
- Nouvelles recherches sur les “Prophéties” de Michel Nostradamus (Revue française  de l'histoire du Livre, no.22, pp.123-131)
「ミシェル・ノストラダムスの『予言集』に関する新調査」（『書物の歴史』誌所収）
- La Bibliothèque de Michel Nostradamus (Michel Chomarat, Gilles Polizzi, et Jean Dupèbe, Nostradamus ou le savoir transmis, Lyon ; Editions Michel Chomarat, 1997, pp.7-27)
「ミシェル・ノストラダムスの書棚」（ショマラ他『ノストラダムス、あるいは伝えられた知識』ミシェル・ショマラ出版社、所収）。原書は1994年11月11-12日に、ミシェル・ショマラがパリ大学のジャン・デュペーブやオート・アルザス大学のジル・ポリッツィらとともにサロン＝ド＝プロヴァンスで開いたシンポジウム「16世紀における知識の伝達」の報告をまとめたもの。原書はサロン＝ド＝プロヴァンス市の文化局などの後援で刊行された。
- De quelques dates clairement exprimées par Michel Nostradamus dans son "Prophéties"(Prophètes et Prophéties au XVIe siècle,Paris ; Presse Ecole Normale Supérieure,1998, pp.83-93)
「ミシェル・ノストラダムスが『予言集』の中で明示したいくつかの日付」（『16世紀の予言と予言者』高等師範学校出版局、所収）。日本語訳は、エルヴェ・ドレヴィヨン、ピエール・ラグランジュ『ノストラダムス―予言の真実』 ISBN 4422211781、140-143ページに付録の一部として収録。原書は、パリ大学で1997年3月に開催された16世紀史関連の学会の報告稿を集めたもので、ショマラの論文もその時の学会報告に基づくもの。
- L'Edition des Prophéties de 1568 (Michel Nostradamus, Les Prophéties, Lyon 1568, Lyon ; Editions Michel Chomarat, 2000)
「1568年の予言集の版」（『予言集（1568年リヨン）』ミシェル・ショマラ出版社、に序文として収録）
- Un chaînon manquant dans l'oeuvre de Nostradamus: l'édition de 1558 des Prophéties, (Nostradamus traducteur traduit,Bruxelles; Editons du Hazard, 2000, pp.65-83)
「ノストラダムス作品のミッシングリンク-1558年版『予言集』」(『ノストラダムス、翻訳された翻訳者』所収）。この本はベルギーの翻訳者・解釈者高等研究所（Institut supérieur de traducteurs et interprètes, Haute école de Bruxelles）によって1999年12月14日に行われた国際的な翻訳学会の報告稿をまとめたものである。

## ノストラダムス協会
ノストラダムス協会(l'Association des Amis de Michel Nostradamus)は、1983年に組織されたフランスの研究グループ（会長はミシェル・ショマラ）。1983年2月8日付の官報に設立が公示されている。直訳すれば「ミシェル・ノストラダムス友の会」であるが、日本では「ノストラダムス協会」と意訳されることが多い。年1回の割合で機関誌「ノストラダムス研究誌(Cahiers Michel Nostradamus)」を発行した（1983年-1988年）。

### 機関誌
「ノストラダムス研究誌」は6号まで出された（5・6号は合併号）。
- 第1号(1983年3月)- トゥルーズ大学(Université de Toulouse-Le Mirail)の超心理学研究室による書評、および18世紀のノストラダムス関連の資料の復刻版などを収録
- 第2号(1984年2月)- ノストラダムス関連の資料、およびパリ第12大学のミシェル・シモナン(Michel Simonin)の研究報告などを収録（所属大学名は当時のもの）
- 第3号(1985年2月)- ロベール・アマドゥ(Robert Amadou)とローラン・ギヨ(Laurent Guillo)の論文、およびノストラダムスの書簡の復刻などを収録。
- 第4号(1986年7月)- ショマラの論文などが載っている。
- 第5-6合併号(1988年)- 1558年に刊行されたノストラダムスを中傷するパンフレット、および1566年向けの暦書の復刻版が収録。

### 機関誌以外の刊行物
- 『ついに再発見された初版本！「予言集」（リヨン、1555年）(La 1ère édition enfin retrouvée! "Les Prophéties" (lyon, 1555))』1984年
初版である1555年版『予言集』のファクシミリ復刻版
- 『ノストラダムスとその時代のカタログ、使用法(Catalogue Nostradamus & Le temps, Mode d'emploi)』1984年刊行、8ページの文献